# Andrija Kaluđerović (calciatore 1993)
Andrija Kaluđerović (in serbo Андрија Калуђеровић?; 29 ottobre 1993) è un calciatore montenegrino, centrocampista del Mornar.

## Carriera

### Club
Il 28 gennaio 2014 viene ingaggiato ufficialmente dai norvegesi dell'Hønefoss, club a cui si lega con un contratto triennale. Scelta la maglia numero 8, disputa 34 presenze nella seconda divisione norvegese.
In carriera ha quasi sempre giocato nella prima divisione montenegrina, collezionando inoltre 15 presenze nei turni preliminari delle coppe europee.

### Nazionale
Ha giocato nella nazionale montenegrina Under-19.
Il 3 giugno 2011 debuttò in nazionale Under-21 disputando la partita di qualificazione agli Europei 2013 vinta in trasferta per 0-5 su Andorra.

## Palmarès

### Club

#### Competizioni nazionali
- Coppa del Montenegro: 1

Rudar Pljevlja: 2015-2016

### Individuale
- Giovane promessa montenegrina dell'anno: 1

2010